# 1932年ロサンゼルスオリンピックのスウェーデン選手団
1932年ロサンゼルスオリンピックのスウェーデン選手団（1932ねんロサンゼルスオリンピックのスウェーデンせんしゅだん）は、1932年7月30日から8月14日にかけてアメリカ合衆国のロサンゼルスで開催された1932年ロサンゼルスオリンピックのスウェーデン選手団、およびその競技結果。

## 概要
今大会は金メダル9個、銀メダル5個、銀メダル9個の合計23個のメダルを獲得した。

## メダル
| メダル | 選手名                                                       | 競技   | 種目                 |
| ------ | ------------------------------------------------------------ | ------ | -------------------- |
| 銀     | エリック・スベンソン                                         | 陸上   | 男子三段跳           |
| 銅     | ベルンハルト・ブリッツ                                       | 自転車 | 男子個人ロードレース |
| 銅     | ベルンハルト・ブリッツ スヴェン・ヘーグルンド アルヌ・ベーリ | 自転車 | 男子団体ロードレース |